# Južna riba
Južna riba (latinsko Piscis Austrinus oz. Piscis Australis, pred 20. Stoletjem znano tudi kot Piscis Notius)  je srednje veliko južno ozvezdje. Edina zvezda v njem, ki je svetlejša od 4. magnitude, je Formalhaut.
Je eno izmed Ptolemajevih ozvezdij.

## Zvezde
Formalhaut (1m2), najsvetlejša zvezda v Južni ribi, tradicionalno predstavlja usta ribe. Njegov spremljevalec Formalhaut b je prvi zunajosončni planet, ki je bil zaznan v vidni svetlobi z Hubblovim vesoljskim teleskopom. TW Južne ribe je vidna blizu Formalhauta in leži le eno svetlobno leto proč od njega. Verjetno je z njim gravitacijsko povezan v dvojno zvezdo. Ima navidezni sij 6,5 in je spremenljiva zvezda tipa BY Zmaja.
Beta, Delta in Zeta Južne ribe v kitajski astronomiji sestavljajo Tien Kang (nebesna vrv). Beta je bela zvezda z navideznim sijem 4,29, spektralnim razredom A0 in oddaljenostjo od nas 130 ly.. Delta je dvojna zvezda, sestavljena iz zvezde 4,2 in 9,2 magnitude.
S Južne ribe je dolgoperiodična spremenljivka tipa Mire,katere sij niha med 8,0 in 14,5 magnitudo s periodo 271,7 dneva, V Južne ribe je polpravilna spremenljivka, ki niha med navideznim sijem 8m0 in  9m0 s periodo preko 148 dni.
Lacaille 9352 je šibka rdeča pritlikavka, ki je oddaljena 10,74 svetlobnih let proč. Z navideznim sijem 7m34 je prešibka,da bi jo videli s prostim očesom.
NGC 7172, NGC 7174 in NGC 7314 so tri galaksije s površinsko svetlostjo 11,9; 12,5 in 10,9 magnitude.